# Кочубей, Пётр Васильевич
Пётр Васи́льевич Кочубе́й (1880—1918) — гадячский уездный предводитель дворянства, церемониймейстер Высочайшего двора.

## Биография
Родился в Риме 20 января (1 февраля) 1880 года. Сын камергера Василия Аркадьевича Кочубея (1826—1897) и его второй жены графини Марии Алексеевны Капнист. Младший брат Василий был пирятинским уездным предводителем дворянства.
По окончании курса Санкт-Петербургского университета в 1902 году, поступил на службу по Министерству внутренних дел. 26 сентября 1904 года был избран Гадячским уездным предводителем дворянства. Состоял членом уездного отделения епархиального училищного совета, председателем уездной землеустроительной комиссии, председателем уездного комитета попечительства о народной трезвости и почетным мировым судьей Гадячского округа. 2 апреля 1906 года пожалован придворным званием камер-юнкера. Избирался гласным Пирятинского уездного и Полтавского губернского земских собраний (1907—1916). В должности Гадячского предводителя дворянства пробыл до 1911 года, когда причислился к Министерству внутренних дел. Затем состоял почетным мировым судьей по Пирятинскому уезду, был пожалован в церемониймейстеры.
Имел 3500 десятин при селе Ярославце Глуховского уезда и при слободке Ретике Кролевецкого уезда Черниговской губернии.
Был расстрелян большевиками в Киеве 26 января 1918 года:

В тот самый день, когда погибли в Киеве Гернгросс, Скалон, кн. Голицын и кн. Долгоруков, там же был арестован и другой офицер полка поручик гр. Николай Александрович Мусин-Пушкин. Жил он на квартире своей сестры Любови Александровны Кочубей. Никакого оружия при обыске не было найдено, но красноармейцы все же арестовали гр. Мусин-Пушкина и П. В. Кочубея и увели их ко Дворцу, где, по их словам, им будут выданы новые документы. По дороге к ним присоединили еще несколько других партий арестованных.

Когда они подошли ко Дворцу, площадь перед ним была полна вооруженными красноармейцами и матросами. Один из матросов подошел вплотную к Кочубею и убил его выстрелом из револьвера в затылок.

## Семья
С 3 июня 1908 года был женат на фрейлине Любови Александровне Мусиной-Пушкиной (р. 1885), дочери камергера графа А. А. Мусина-Пушкина. Их дети:
- Василий (1909—1977), родился в Санкт-Петербурге. Вместе с матерью в эмиграции во Франции, затем в Бельгии. Окончил Агрономический институт в Жамблу по специальности инженер-агроном (1931), один год был председателем «Союза русских, окончивших высшие учебные заведения в Бельгии». В 1938—1960 гг. работал в Бельгийском Конго. В 1971 году в качестве туриста побывал в Советском Союзе, посетил Киев и Ярославец. Был женат на бельгийке, имел двоих сыновей и двух дочерей.[2] Одна из них — Анна Худокормова, общественная деятельница русской эмиграции[3].
- Ольга (1910—1981), до замужества служила секретарём.